# Tom Robinson
Tom Robinson (Cambridge, 1 de junho de 1950) é um cantor, compositor, baixista e apresentador de rádio britânico, mais conhecido pelas canções "Glad to be Gay" (1976), "2-4-6-8 Motorway" (1977), "Don't Take No for an Answer" (1978), gravadas com sua banda, a Tom Robinson Band (TRB). Mais tarde, lançou carreira solo e fez sucesso com o single "War Baby" (1983).

## Carreira
Robinson é o fundador da Tom Robinson Band (TRB), uma banda de punk rock extremamente politizada da segunda metade da década de 1970, que fez sucesso na Grã-Bretanha com canções como "2-4-6-8 Motorway", "Glad To Be Gay", "Power in the Darkness", "Up Against the Wall" e "Don't Take No for an Answer".
O TRB era produzido pelo líder dos Kinks, Ray Davies, em 1975. A relação de trabalho teria supostamente acabado quando, enfurecido pela falta de pontualidade de Davies, Robinson e sua banda tocaram a canção dos Kinks "Tired of Waiting for You" (em português:  "Cansado de Esperar por Você") para ele quando Davies finalmente chegou no estúdio de gravação. Davies retaliou escrevendo a canção "Prince of the Punks" sobre Robinson.
Após o desmantelamento da banda, Robinson continuou como artista solo, tendo co-escrito, em 1980, várias canções com Elton John. Dentre as mais famosas está "Sartorial Eloquence (Don't Ya Wanna Play This Game No More?)", que atingiu a 39a posição na Billboard Hot 100 e a 44a posição na UK Singles Chart.
Mais tarde, Robinson formou outra banda, a Sector 27, de caráter menos politizado, que lançou um único álbum, produzido por Steve Lillywhite. O álbum deixou Robinson virtualmente falido. Ele fugiu para Hamburgo a fim de escapar de seus credores. Lá, produziu seu sucesso de 1983 "War Baby" (que ficou três semanas em primeiro lugar na UK Indie Singles Chart e atingiu a sexta posição na UK Singles Chart) e gravou seu primeiro álbum solo, North By Northwest, com o produtor Richard Mazda. Ele conseguiu mais verba com o cover de sua canção "Atmospherics (Listen To The Radio)" pela banda canadense de New Wave Pukka Orchestra em 1984. Esta versão atingiu grande sucesso na parada canadense com o título de "Listen To The Radio".
Após seu retorno à Grã-Bretanha na metade da década de 1980, Robinson fez uma série de shows no Edinburgh Fringe Festival, na Escócia, alguns dos quais deram origem ao álbum ao vivo Midnight at the Fringe. Com suas bandas e como um artista solo, ele lançou várias dezenas de álbuns de estúdios e compilações. Há também uma série de bootlegs exclusivos para seus fã-clubes intitulado Castaway Club Series.
Desde a segunda metade da década de 1980, Robinson começou a trabalhar mais intensamente como apresentador de rádio e DJ para a BBC. Ele apresentou os programas Home Truths, Pick Of The Week e The Locker Room (uma série sobre homens e masculinidade) na BBC Radio 4 e recebeu um prêmio da Sony Academy em 1997 por You've Got To Hide Your Love Away, um documentário de rádio sobre o produtor musical homossexual Benjamin Mepsted. Ele também já trabalhou nas emissoras 1, 2, 3, 5 Live e 6 Music da mesma rede. Ele atualmente apresenta um programa de música nova na BBC 6 Music.
Robinson raramente faz performances ao vivo, com exceção de seus dois shows grátis por ano, conhecidos como Castaway Parties, para membros de sua mala direta. Eles acontecem no Sul de Londres e na Bélgica todo mês de janeiro. No show que acontece na Bélgica, ele apresenta suas canções em holandês. Os shows incluem uma variedade de artistas conhecidos e desconhecidos, como Show Of Hands, Philip Jeays, Jan Allain, Jakko Jakszyk, Stoney, Roddy Frame, Martyn Joseph, The Bewley Brothers e Paleday, assim como seus amigos Lee Griffiths e T. V. Smith.

## Ativismo LGBT
Robinson era um árduo defensor do movimento pelos direitos LGBT na segunda metade da década de 1970. Talvez sua canção mais conhecida seja "Glad to be Gay" (em português:  "Orgulhoso de ser gay"), originalmente escrita para a Parada do Orgulho Gay de Londres de 1976, e que atingiu a décima oitava posição na UK Singles Chart como parte do EP Rising Free. Apesar de que era presumido na época, devido a seu ativismo, de que era homossexual, Robinson é de fato bissexual.
Desde que casou e teve um filho, revelando sua bissexualidade, Robinson se tornou ativista de uma sexualidade mais ampla do que no início de sua carreira, quando era ativista pelos direitos dos homossexuais. Ele ainda canta "Glad to be Gay" em seus shows, mas desde a segunda metade da década de 1990 acrescentou o verso "Não usaria uma jaqueta pró-hétero para você" à letra original da canção. O verso é uma resposta aos seus críticos, que argumentam que ele teria "virado hétero".
Robinson, que na letra da canção critica a maneira como a imprensa retratava o movimento gay na década de 1970, foi alvo de vários jornais quando estes descobriram que ele era casado e tinha um filho. Com manchetes como "O gay número 1 da Grã-Bretanha está apaixonado por uma ciclista" (The Sunday People) e "Orgulhoso de ser pai" (The Sun), um trocadilho com o título da canção, eles acusaram Robinson de ter traído o movimento gay. O cantor disse que os ativistas dos direitos LGBT criticaram-no de maneira injusta.

## Vida privada
Robinson tem dois irmãos e uma irmã: Matthew (ex-produtor executivo da soap opera EastEnders da BBC One, que atualmente está na equipe da produtora Khmer Mekong Films no Camboja), George e Sophy. Entre 1961 e 1967, Robinson estudou em uma escola quaker.

## Representações na cultura popular
Uma versão de 31 anos de Tom Robinson (interpretado por Mathew Baynton) apareceu no episódio final da primeira temporada do seriado Ashes to Ashes da BBC One. Nele, Robinson era preso após liderar um protesto de homossexuais em Londres.

## Discografia

### Álbuns
- 1982 - North By Northwest
- 1984 - Hope and Glory
- 1986 - Still Loving You
- 1988 - Last Tango: Midnight at the Fringe
- 1990 - We Never Had It So Good (com Jakko Jakszyk)
- 1992 - Winter of '89
- 1992 - Living in a Boom Time
- 1994 - Love Over Rage
- 1996 - Having It Both Ways
- 1998 - The Undiscovered Tom Robinson
- 1999 - Home From Home
- 2001 - Smelling Dogs

### Singles
| Ano  | Nome                                 | Posição na parada |
| Ano  | Nome                                 | UK Singles Chart  |
| ---- | ------------------------------------ | ----------------- |
| 1980 | "Not Ready"                          | –                 |
| 1980 | "Invitation"                         | –                 |
| 1981 | "Total Recall"                       | –                 |
| 1982 | "Now Martin's Gone"                  | –                 |
| 1983 | "War Baby"                           | 6                 |
| 1983 | "Listen to the Radio - Atmospherics" | 39                |
| 1984 | "Back in the Old Country"            | –                 |
| 1984 | "Rikki Don't Lose That Number"       | 58                |
| 1985 | "Prison"                             | –                 |
| 1986 | "Nothing Like the Real Thing"        | –                 |
| 1986 | "Still Loving You"                   | –                 |
| 1987 | "Feel So Good"                       | –                 |
| 1987 | "Spain"                              | –                 |
| 1988 | "Hard Cases"                         | –                 |
| 1990 | "Blood Brother"                      | –                 |
| 1992 | "Living in a Boom Time"              | –                 |
| 1994 | "Hard"                               | –                 |
| 1996 | "Connecticut"                        | –                 |